# Triumph Mayflower
Der Triumph Mayflower ist eine Limousine der unteren Mittelklasse, den die britische Triumph Motor Company von 1949 bis 1953 herstellte. Der Mayflower gilt als widersprüchliches Auto, das fortschrittliche und rückwärtsgewandte Merkmale in sich vereint. Äußerlich fiel er vor allem durch seine außergewöhnliche Karosserie auf. Ihr lag der Versuch zugrunde, Designmerkmale zeitgenössischer britischer Oberklassefahrzeugen auf kleinere Fahrzeugklassen herunterzubrechen. Das Ergebnis wurde und wird weitgehend als misslungen angesehen.

## Entstehungsgeschichte
Nachdem die 1884 gegründete Triumph Motor Company 1939 zahlungsunfähig und aufgelöst worden war, übernahm der Großserienhersteller Standard 1944 deren Namensrechte. 1945 wurde die Triumph Motor Company (1945) Ltd. als Standard-Tochter neu gegründet. Standard nahm die Produktion von Triumph-Automobilen 1946 wieder auf, ohne dabei allerdings an die Vorkriegsmodelle anzuknüpfen. Das erste neue Modell war der sportliche Triumph Roadster, dem im gleichen Jahr die viertürige Mittelklasselimousine 1800 Town & Country zur Seite gestellt wurde. Die Karosserie des 1800 war im Razor-Edge-Stil gestaltet. Das Razor Edge Design (alternativ: Sharp Knife Design) stammt aus dem Jahr 1935 und geht auf den Londoner Karosseriebauer Freestone & Webb zurück. Es gehörte seit der zweiten Hälfte der 1930er-Jahre zu den bevorzugten Formkonzepten britischer Oberklasselimousinen auf Bentley-, Daimler- oder Rolls-Royce-Fahrgestellen. Die Idee, eine in großer Serie gefertigte Limousine mit den Designmerkmalen von Oberklasseautos zu gestalten, ging auf John Black zurück, den führenden Manager der Triumph-Mutter Standard. Er plante, Triumph als hochwertige Marke zu etablieren, und hoffte auf die Ausstrahlungswirkung des Oberklassedesigns. Der Triumph 1800 war vornehmlich für den Export in die USA bestimmt, blieb dort aber erfolglos. Auf dem heimischen Markt wurde das Auto als Triumph Renown verkauft. 
1949 führte Triumph die deutlich kleinere Limousine Mayflower ein, die sich stilistisch am Designkonzept des größeren Triumph 1800 orientierte. Auch hier erfüllte sich die Hoffnung, ein erfolgreiches kleines Auto mit Luxusimage zu kreieren, nicht; der Absatz blieb weit hinter den Erwartungen zurück. Insbesondere der erhoffte Erfolg in den USA, wo Standard-Triumph ihn als hochwertigen Zweitwagen für wohlhabende Familien vermarkten wollte, blieb vollständig aus. Der nächste kleine Wagen von Standard-Triumph, der Standard Eight, wurde mit sehr einfacher Ausstattung geliefert und war auf eine ganz andere Käufergruppe zugeschnitten. Seit dem Ende der Mayflower-Fertigung 1953 gab es in Großbritannien keinen kleinen Triumph mehr bis zum Erscheinen des Herald 1959, wenn auch in einigen Exportländern der Standard Eight als Triumph verkauft wurde.

## Modellbezeichnung
Der Triumph Mayflower wurde unter der internen Werksbezeichnung T 1200 entwickelt. Für den Verkauf erhielt er die Bezeichnung Mayflower, die auf das gleichnamige Segelschiff Bezug nimmt. Mit der Mayflower brachen die „Pilgerväter“ (eng. Pilgrim Fathers), von denen viele aus Mittelengland stammten, 1620 nach Amerika auf. Auf dem Verschluss der Kühleröffnung trägt der Triumph Mayflower eine stilisierte Abbildung des Segelschiffs.

## Modellbeschreibung
Für den Mayflower wurden zahlreiche technische Komponenten aus dem Standard-Baukasten verwendet; individuell war vor allem die Karosserie.

### Antriebstechnik

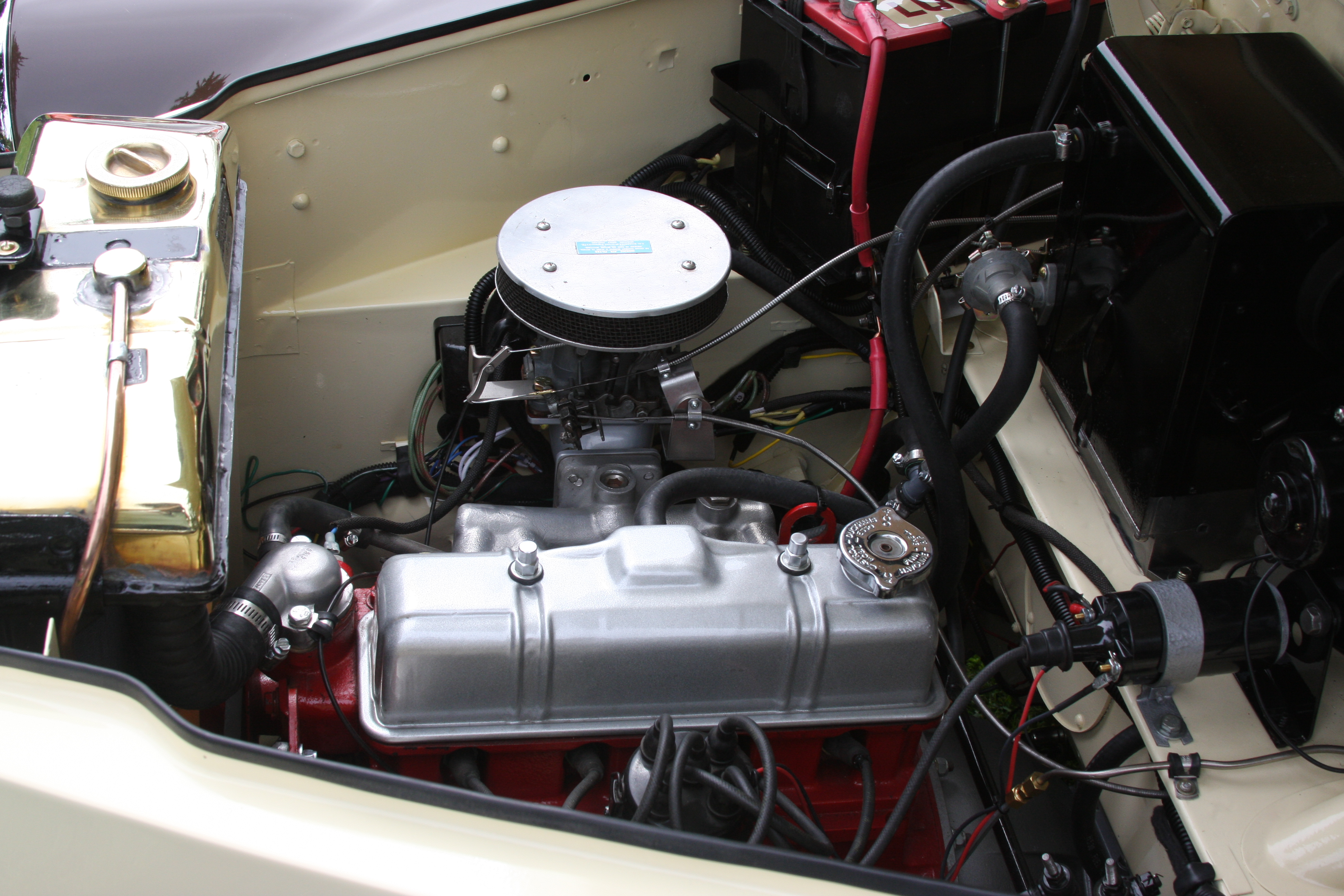
Motor des Mayflower

Der Triumph Mayflower wird von einem Vierzylinder-Reihenmotor angetrieben, der in ähnlicher Form bereits vor dem Zweiten Weltkrieg im Standard Flying Ten verwendet worden war. Der Hubraum beträgt 1.247 cm³ (Bohrung × Hub: 63 mm × 100 mm).Er hat einen Leichtmetall-Zylinderkopf; die Ventile sind seitengesteuert. Die Kurbelwelle ist dreifach gelagert. Die Gemischaufbereitung übernimmt ein Solex-Fallstromeinfachvergaser. Der Motor entwickelt eine Leistung von 38 bhp (28 kW) bei 4.200 min−1. Das manuell zu schaltende Dreiganggetriebe mit Lenkradschaltung kam vom Standard Vanguard und ist – für die unmittelbare Nachkriegszeit ungewöhnlich – voll synchronisiert. 

### Fahrwerk
Die Vorderräder sind einzeln an Doppelquerlenkern mit Schraubenfedern aufgehängt und die angetriebene Hinterachse an halbelliptischen Längsblattfedern, ebenfalls wie beim Vanguard. Die Vorderachse wurde später auch beim Triumph TR2 eingesetzt. Alle vier Räder waren mit hydraulisch betätigten Lockheed-Trommelbremsen (vorn Duplex) gebremst.

### Karosserie

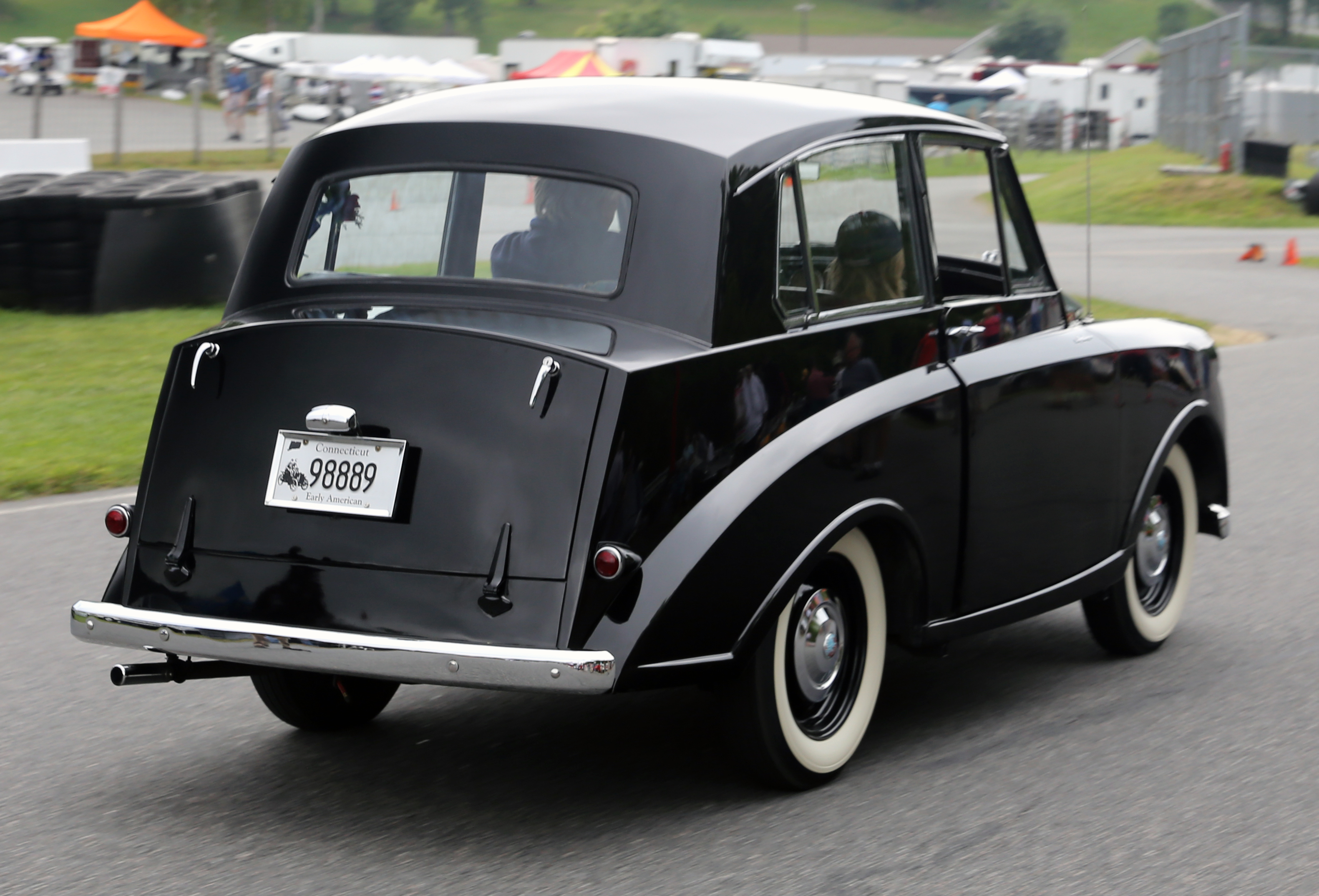
Heckpartie

Der Triumph Mayflower hat eine selbsttragende Karosserie aus Stahlblech, die bei Fischer and Ludlow in Castle Bromwich bei Birmingham gepresst und aufgebaut wurde. Das Design im Razor-Edge-Stil hatten Leslie Moore, Chefdesigner von Mulliners of Birmingham, und Triumphs Hausdesigner Walter Belgrove entworfen. Der Entwurf verbindet klassisches Vorkriegsdesign mit Elementen der Pontonform. So verzichtet der Mayfair auf frei stehende Kotflügel. Die Oberkante der Kotflügel verläuft vielmehr waagerecht an den Flanken und fällt erst hinter den Türen über den Hinterrädern bogenförmig bis zur Stoßstange am Wagenheck ab. Die hohe, aufrecht stehende Kühlermaske ist dagegen ein Designmerkmal der Vorkriegszeit. Der Mayflower hat dünne Fahrzeugsäulen, woraus eine überdurchschnittlich gute Übersichtlichkeit und Helligkeit im Innenraum resultieren. Insbesondere am Kofferraum finden sich Kanten und ausgeprägte Winkel.

### Fahrleistungen
1950 testete das britische Magazin The Motor einen Mayflower, es wurde eine Höchstgeschwindigkeit von 101 km/h ermittelt und eine Beschleunigung von 0–80 km/h in 26,6 s. Der Benzinverbrauch betrug 9,98 l/100 km.

## Produktion und Preise
Standard-Triumph baute zehn Prototypen, die 1949 in Großbritannien, vereinzelt aber auch auf dem europäischen Kontinent getestet wurden. Der Mayflower wurde im September 1949 auf der Earls Court Motor Show der Öffentlichkeit vorgestellt. Die Produktion begann noch 1949, die ersten Autos wurden aber erst Mitte 1950 ausgeliefert.
Der Triumph Mayflower war kein Markterfolg. Sein Absatz blieb weit hinter den Erwartungen zurück. Insgesamt baute Triumph von 1949 bis 1953 lediglich 33.990 Autos. Das USA-Geschäft, wo Triumph nach anfänglichen Planungen 100.000 Autos absetzen wollen, kam nicht zustande; hier wurden nur 510 Autos verkauft. 16.000 Mayfair setzte Triumph in Großbritannien ab, die restlichen Autos gingen ganz überwiegend in Commonwealth-Staaten wie Australien und Neuseeland.
1950 kostete ein Mayflower £ 505 einschl. MwSt. Im gleichen Jahr wurde der gleich große Morris Minor für £ 382 angeboten.

## Besondere Karosserieversionen

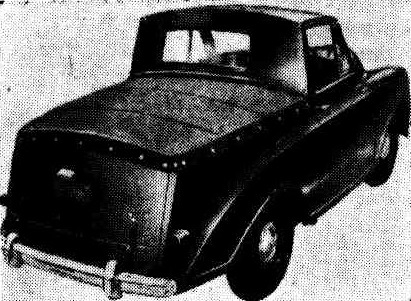
Für Australien: Mayflower-Pick-up

Abgesehen von den Limousinen entstanden ungefähr zehn Cabriolets.
Darüber hinaus wurden in Australien etwa 150 Pick-ups (Ute) auf Mayflower-Basis gebaut. Sie wurden als Bausätze (CKD) nach Australien geliefert und im dortigen Standard-Werk in Port Melbourne zusammengesetzt und abgewandelt. Zu den Anpassungen gehörten geänderte Seitenbleche und ein mit Holzbrettern verkleideter glatter Boden unter der Ladefläche im Heck.

## Kritiken
Insbesondere das polarisierende Design des Mayflower wurde kritisch bewertet. Der Aufbau wirke zu groß für den kurzen Radstand. Die Adaption eines Rolls-Royce auf die Abmessungen eines MG gleite ins Lächerliche ab. Der britische Motorjournalist Giles Chapman zählte den Mayflower 2011 zu den schlechtesten jemals verkauften Autos: Er sei ein Ruderboot, das sich für eine Galeone hält.

## Druckgussmodelle
- Mikansue bot in den 1980er-Jahren einen Mayflower an.
- Lansdowne stellte in den letzten Jahren ein Modell her.
- Oxford Diecast produzierte 2008 ein Modell der Größe 00.